# Joe Mantegna

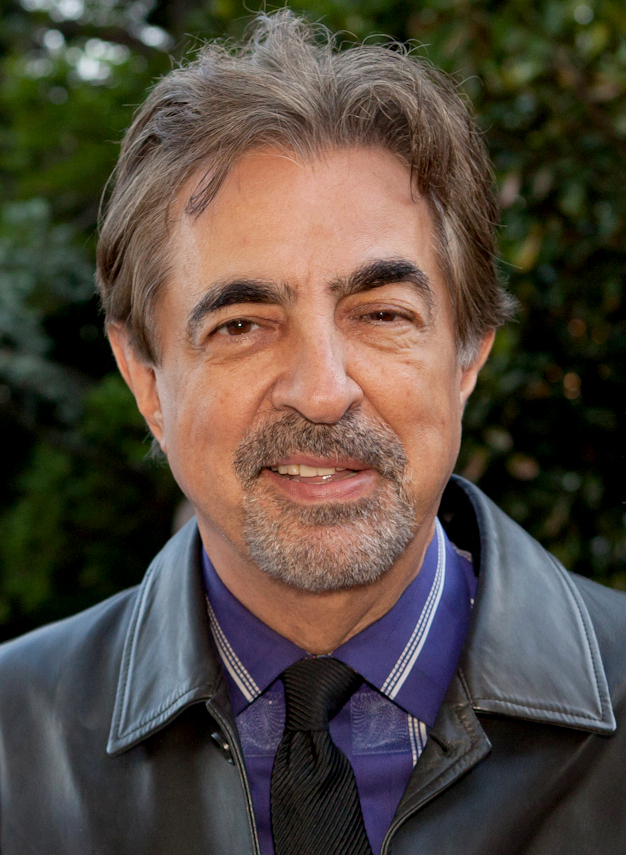
Joe Mantegna (2014)

Joseph „Joe“ Anthony Mantegna Jr. (* 13. November 1947 in Chicago, Illinois) ist ein US-amerikanischer Schauspieler, Synchronsprecher und Regisseur.

## Leben und Leistungen
Joe Mantegna entstammt einer italoamerikanischen Familie. Sein schauspielerisches Debüt hatte Mantegna im Jahr 1969 in dem Musical Hair. Seine erste Filmrolle erhielt er in dem Kurzfilm Medusa Challenger aus dem Jahr 1976, in dem es um zwei Blumenverkäufer am Lake Shore Drive in Chicago geht – seinen älteren Partner spielte Jack Wallace. Neben Don Ameche spielte Mantegna 1988 in der Komödie Things Change – Mehr Glück als Verstand von David Mamet eine der Hauptrollen und gewann dafür im gleichen Jahr die Coppa Volpi der Filmfestspiele von Venedig. Zuvor hatte er schon in dem Film Haus der Spiele von Mamet von 1987 als Trick-Betrüger auf sich aufmerksam gemacht. Für seine Hauptrolle in dem Thriller Homicide (1991), ebenfalls von David Mamet, wurde er im Jahr 1992 für den London Critics Circle Film Award nominiert.
1990 wirkte er in Der Pate III von Francis Ford Coppola in der Rolle eines New Yorker Mafioso mit. In dem Thriller Body of Evidence (1993) trat er neben Madonna und Willem Dafoe auf, und in der Mini-Fernsehserie The Last Don nach Mario Puzo übernahm er an der Seite von Danny Aiello, Kirstie Alley und Daryl Hannah eine der größeren Rollen. Für diese Rolle wurde er 1997 für einen Emmy Award nominiert. Für seine Rolle in dem Filmdrama Frank, Dean und Sammy tun es (1998), in dem er neben Ray Liotta auftrat, wurde er 1999 für einen Golden Globe und einen Emmy Award nominiert. Im Jahr 2005 erhielt er für Nine Lives (2005) eine Nominierung für den Gotham Award. In der Zeichentrickfilmserie Die Simpsons leiht Mantegna der Figur Fat Tony seine Stimme.
In der Serie Criminal Minds tritt Mantegna mit der 6. Folge der dritten Staffel als Nachfolger von Jason Gideon (Mandy Patinkin) auf, seit 2014 auch als ausführender Regisseur.
Mantegna führte Regie beim Filmdrama Lakeboat (2000) nach einem Drehbuch von David Mamet. Für diese Arbeit erhielt er 2001 den „Grand Prize“ des Savannah Film and Video Festivals. Im Jahr 1999 wurde Mantegna für sein Lebenswerk mit dem Chicago Film Critics Association Award und 2000 mit dem Santa Monica Film Festival Tribute Award ausgezeichnet.
Am 29. April 2011 wurde Mantegna auf dem Hollywood Walk of Fame mit einem Stern in der Kategorie Theater ausgezeichnet.
Mantegna ist seit 1975 mit Arlene Vrhel verheiratet. Sie haben zwei Kinder, von denen die Tochter Gia Mantegna ebenfalls Schauspielerin ist.
Seine deutschen Synchronsprecher sind unter anderem Frank Glaubrecht, Dennis Brandau, Lutz Mackensy, Jan Spitzer, sowie seit 2023 Matthias Klages.

## Filmografie (Auswahl)
- 1976: Medusa Challenger (Kurzfilm)
- 1978: Towing
- 1979: Elvis – The King (Elvis)
- 1980: Xanadu
- 1983: Ehe mit Hintergedanken (Second Thoughts)
- 1985: Tödliche Beziehung (Compromising Positions)
- 1986: Geschenkt ist noch zu teuer (The Money Pit)
- 1986: ¡Drei Amigos! (¡Three Amigos!)
- 1986: Off Beat – Laßt die Bullen tanzen (Off Beat)
- 1987: Haus der Spiele (House of Games)
- 1987: Suspect – Unter Verdacht (Suspect)
- 1988: Things Change – Mehr Glück als Verstand (Things Change)
- 1989: Warte bis zum Frühling Bandini (Wait Until Spring, Bandini)
- 1989: Crack USA: County Under Siege (Erzähler)
- 1990: Der Pate III (The Godfather Part III)
- 1990: Alice
- 1991: Homicide
- 1991: Death on the Job
- 1991: Bugsy
- 1991: Geboren in Queens (Queens Logic)
- 1993: Body of Evidence
- 1994: Juniors freier Tag (Baby’s Day Out)
- 1994: Airheads
- 1995: Vergiß Paris (Forget Paris)
- 1995: The Bomber Boys (Captain Nuke and the Bomber Boys)
- 1996: Die verdeckte Karte
- 1996: Auge um Auge (Eye for an Eye)
- 1996: Mein Partner mit der heißen Braut (For Better or Worse)
- 1996: Thinner – Der Fluch (Thinner)
- 1996: Aus nächster Nähe (Up Close & Personal)
- 1996: Täter unbekannt (Persons Unknown)
- 1996: Vatertag – Ein guter Tag zum Sterben (Underworld)
- 1997: For Hire – Tödlicher Auftrag (For Hire)
- 1998: Jerry & Tom – Killer unter sich (Jerry and Tom)
- 1998: Airspeed – Rettung in letzter Sekunde (Airspeed)
- 1998: Ein Anzug für jede Gelegenheit (The Wonderful Ice Cream Suit)
- 1998: Frank, Dean und Sammy tun es (The Rat Pack)
- 1998: Körper und Geist (Body and Soul)
- 1998: Boy Meets Girl – Liebe wirkt Wunder (Boy Meets Girl)
- 1998: Celebrity – Schön. Reich. Berühmt. (Celebrity)
- 1999: Liberty Heights
- 1999: Privatdetektiv Spenser: Verdächtiges Schweigen (Small Vices)
- 2000: Spenser: Thin Air
- 2000: Lakeboat (Regie)
- 2000: Die Falle – The Price of Silence (Fall: The Price of Silence)
- 2001: Turbulence 3
- 2001: Spenser: Walking Shadows
- 2002: Frauen gegen Männer (Women vs. Men)
- 2003–2005: Die himmlische Joan (Joan of Arcadia, Fernsehserie, 45 Folgen)
- 2004: Stateside
- 2004: Liebesgrüße vom Weihnachtsmann (A Very Married Christmas)
- 2005: Nine Lives
- 2005: Edmond
- 2005: The Kid & I
- 2006: Naked Fear
- 2007: Die Simpsons – Der Film (The Simpsons Movie, Stimme)
- 2007: The Starter Wife – Alles auf Anfang (The Starter Wife, Fernsehserie, 5 Folgen)
- 2007–2020, seit 2022: Criminal Minds (Fernsehserie, 283 Folgen)
- 2008: Redbelt
- 2008: Beschützer wider Willen (Witless Protection)
- 2009: My Suicide
- 2010: Valentinstag (Valentine’s Day)
- 2011: Cars 2 (Stimme)
- 2016–2017: Criminal Minds: Beyond Borders (Fernsehserie, 2 Folgen)
- 2020: Rolling Thunder
- 2022: Barry (Fernsehserie, 2 Folgen)